# Никополь (Тверская область)
 Никополь  — деревня в Западнодвинском муниципальном округе Тверской области.

## География
Находится в юго-западной части Тверской области на расстоянии приблизительно 6 км по прямой на юг по прямой от районного центра города Западная Двина у северо-восточного берега Никопольского озера.

## История
Во второй половине XVIII века здесь появилось село при Сретенской церкви, освященной в 1774 году. Никополь был отмечен на карте Шуберта западной части России (1826—1840 года). Оно входило в Бельский уезд Смоленской губернии. В советское время село получило статус деревни. На карте 1927 года здесь было отмечено 13 дворов. До 2020 года деревня входила в состав ныне упразднённого Западнодвинского сельского поселения. 

## Население
Численность населения: 7 человек (русские 92 %) в 2002 году, 1 в 2010.